# Насерово језеро
Језеро Насер је велико вештачко језеро на југу Египта и северу Судана. Стриктно, термин Језеро Насер се односи само на већи део језера који се налази на Египатској територији (83%), док Суданци њихов део називају Нубијско језеро.
Настало је као резултат изградње Асуанске бране преко Нила између 1958. и 1970. Језеро је дуго неких 550 km и има максималну ширину од 35 km, у близини северног повратника. Има површину од 5250 km², и има највећу запремину од 157 km³ воде. Подизање нивоа језера током 1990-их је довело до изливања воде у западну пустињу, чиме су настала језера Тошка 1998.
Више значајних Нубијских археолошких налазишта су растављени камен по камен и премештени на виши ниво, међу којима је најзначајнији Абу Симбел. Египћани су му дали име у част председника Гамал Абдел Насера, који је био зачетник пројекта.